# Clima Sloveniei

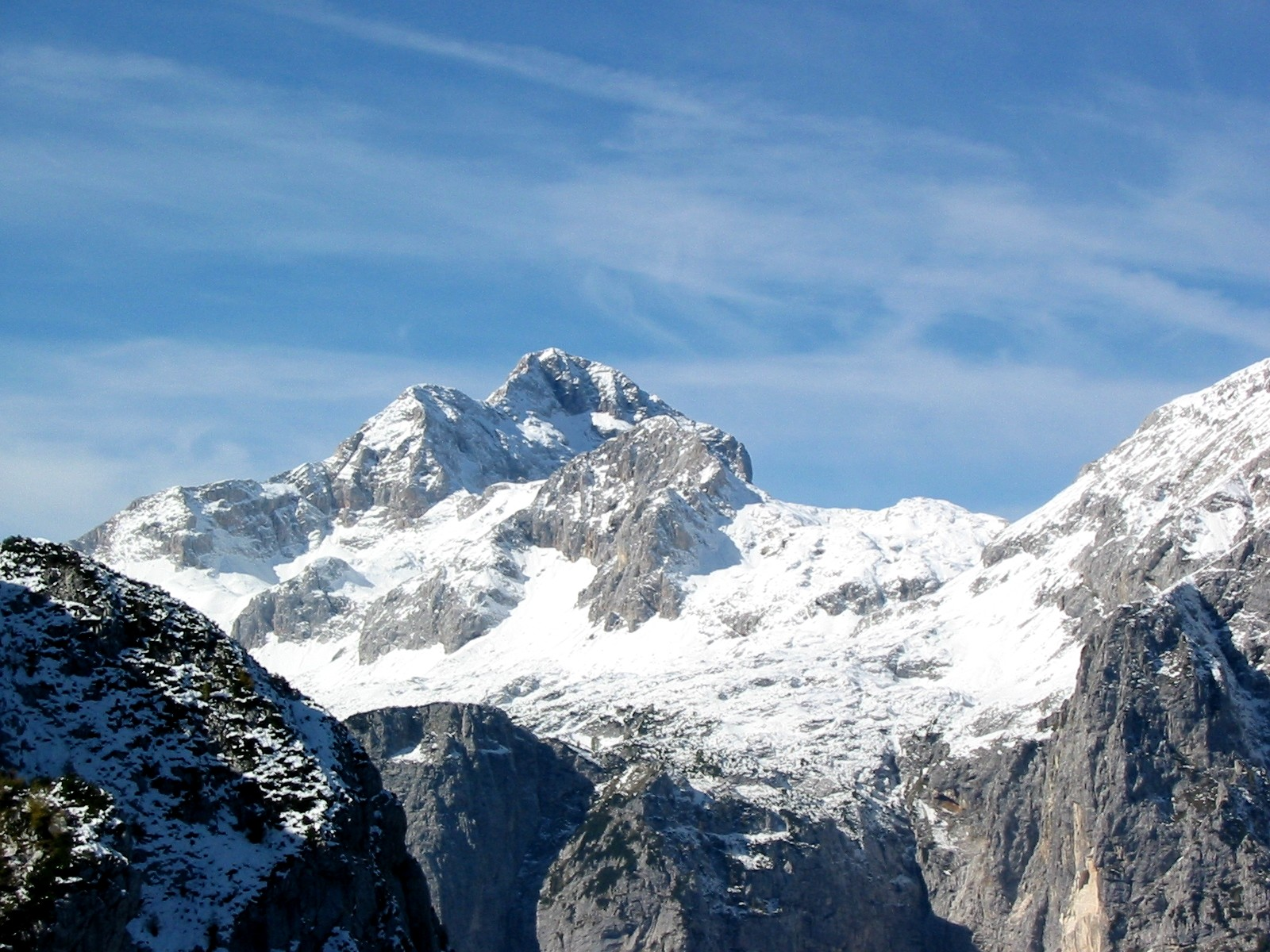
Triglav, cel mai înalt vârf al țării.

Clima Sloveniei, care variază de la sub-mediteraneană la cea alpină, este determinată de așezarea sa în Europa la care contribuie decisiv cele patru zone geografice europene care se întâlnesc pe teritoriul său, Alpii, Alpii Dinarici, Câmpia Panoniei și Marea Mediterană.  Cel mai înalt vârf al Sloveniei este Triglav, cu 2.864 m; înălțimea medie a țării este de 557 de metri deasupra nivelului mării.  Aproximativ jumătate din suprafața țării (11.691 km²) este acoperită de păduri, făcând ca Slovenia să fie a treia cea mai împădurită țară europeană, după Finlanda și Suedia. 
Temperaturile medii anuale pentru întreaga țară sunt –2°C în ianuarie și 21°C în iulie. Media precipitațiilor variază, de la 1.000 mm pe coastă, până la 3.500 mm în munții Alpi, 800 milimetri în sud-est și 1,400 mm în Slovenia centrală și vestică. 